# Steph Swainston
Steph Swainston (Bradford, 1974) è una scrittrice inglese.
È famosa per aver contribuito al fantasy e, soprattutto, al suo sottogenere new weird. La sua tetralogia ha ricevuto gli apprezzamenti di molti critici e scrittori, tra cui China Miéville. Dopo essersi presa una pausa per tornare a insegnare chimica, ha poi ripreso a pubblicare nel 2016.

## Opere

### Romanzi
- The Year of Our War (2004)
- No Present Like Time (2005)
- The Modern World (2007)
- Above the Snowline (2010)
- Fair Rebel (2016)

### Racconti
- The Wheel of Fortune (2013)
- Wrought Gothic (2016)
- Aftermath (2016)